# Rhodometra subrosearia
Rhodometra subrosearia là một loài bướm đêm trong họ Geometridae.